# Фритюрница
Фритю́рница — аппарат для жарки во фритюре (глубоком слое растительного или животного жира). Фри (фр. frit — «жареный») означает «изжаренный в большом количестве жира до образования румяной корочки».

## Конструкция
В простейшем случае современная электрическая фритюрница представляет собой закрывающуюся крышкой ёмкость с нагревателем, управляемым расположенным на корпусе регулятором температуры. В ёмкость заливается фритюр, прибор включается в электросеть и нагревает фритюр до требуемой температуры, после чего во фритюре можно обжаривать продукты. Внешний корпус современных фритюрниц всегда делается термоизолированным, благодаря чему работающая фритюрница снаружи остаётся лишь тёплой. Как правило, фритюрница комплектуется сетчатой ёмкостью для продуктов. В неё помещают продукты для обжаривания, чтобы вместе с ёмкостью удобно опустить их во фритюр, а после приготовления — сразу вынуть их оттуда.
Большинство современных фритюрниц имеют дополнительные возможности и органы управления, облегчающие пользование. Это может быть съёмная чаша для масла, облегчающая его замену, таймер со звуковым сигналом, с помощью которого можно контролировать время приготовления, термостат для поддержания постоянной температуры масла, фильтры для масла и воздуха. Существуют конструкции бытовых фритюрниц с вращающейся наклонной чашей, в них продукты во время приготовления непрерывно перемешиваются с маслом, благодаря чему можно готовить то же количество продукта в меньшем объёме масла.
Помимо бытовых выпускаются также промышленные фритюрницы, предназначенные для использования в заведениях общепита. Их основное отличие — в большей производительности и конструкции, рассчитанной на непрерывную работу в течение длительного времени.

## Характеристики бытовых фритюрниц
С точки зрения потребительских качеств наиболее важными параметрами бытовой фритюрницы являются:
Объём маслаВыражается в литрах и может колебаться приблизительно от 0,8 до 3 л. Связан с ёмкостью. Важная деталь — возможность использования фритюрницы с количеством масла, меньшим максимального. Некоторые фритюрницы требуют, чтобы масла было залито строго определённое количество, но есть и такие, которые допускают работу с меньшим количеством.
ЁмкостьПоказывает, сколько продуктов может быть обжарено за один раз. Вообще говоря, ёмкость — понятие достаточно условное, так как реальное количество закладываемых продуктов зависит от многих параметров, в частности, от типа продуктов и размера кусков. То значение, выраженное в граммах, которое указано производителем фритюрницы — это максимальное количество «стандартного», порезанного крупной соломкой сырого картофеля, которое может быть обжарено и тем самым превращено в картофель-фри за один раз. Ёмкость прямо связана с объёмом масла — чем больше объём, тем больше ёмкость. Обычным соотношением является 1000 г ёмкости на 2 л объёма масла, хотя для конкретных моделей возможны существенные колебания в обе стороны.
Диапазон температуры маслаОбычно это 150—190 °C, такого диапазона хватает практически для любых блюд.
Тип регулировки температурыПлавная или ступенчатая. Производители рекламируют плавную регулировку как преимущество, хотя на практике существенной разницы нет.
Наличие таймераТаймер, предварительно установленный на нужное время срабатывания, помогает не пропустить момент завершения приготовления. Таймер не является жизненно необходимым элементом фритюрницы, но его наличие удобно. В некоторых конструкциях таймер встроен в прибор, в других — является отдельным блоком.
АвтоотключениеПри наличии функции автоотключения после срабатывания таймера отключается нагреватель фритюрницы. С точки зрения приготовления пищи автоотключение совершенно бесполезно: продукты после него останутся погружёнными в масло, а масло, обладающее значительной теплоёмкостью, всё равно останется горячим, то есть процесс приготовления не прервётся немедленно и продукты, если их не извлечь из масла, скорее всего, через какое-то время будут испорчены. Эта функция полезна разве что с точки зрения пожарной безопасности, поскольку она гарантирует выключение прибора в ситуации, когда про готовящуюся еду забывают, но время приготовления во фритюре обычно очень невелико, так что вероятность забыть о работающей фритюрнице незначительна.
РазборностьЖелательно, чтобы от основного корпуса можно было отделить все части, соприкасающиеся с маслом и продуктами (как минимум — крышку и чашу для масла). Отделяемые части гораздо удобнее мыть (в том числе, возможно, в посудомоечной машине), не рискуя повредить водой и моющими средствами блок электроники.
Прозрачное окно в крышке или корпусеПозволяет наблюдать за процессом приготовления, что полезно, когда готовится что-то новое, процесс ещё не отработан и неудобно ориентироваться по таймеру.
ФильтрыВоздушный фильтр располагается обычно в крышке и уменьшает распространение запаха горячего масла и обжариваемых продуктов. Масляный фильтр обеспечивает фильтрацию фритюра, поддерживая его чистым и удаляя накапливающиеся примеси. Как те, так и другие фильтры бывают либо сменными, либо постоянными (во втором случае их необходимо периодически тщательно промывать). При отсутствии масляного фильтра фритюр для многократного использования необходимо периодически фильтровать вручную.
Дизайнерские особенностиФорма, размеры, цвет, материал корпуса, расположение органов управления объективно никак не влияют на функциональность агрегата, хотя и могут быть субъективно важны для покупателя.

## Возможности и преимущества
Во фритюрнице можно приготовить такие продукты, как картофель фри, чипсы, беляши, чебуреки, пончики, другие мучные изделия, мясо, рыбу, овощи, в том числе в кляре.
Использование электрофритюрницы, особенно достаточно многофункциональной, имеет целый ряд преимуществ перед жаркой во фритюре вручную:
КачествоУправление температурой фритюра и таймер гарантируют, при правильной установке, стабильное высокое качество приготовления, минимально зависящее от квалификации и опыта пользователя.
БезопасностьЗа исключением момента помещения продуктов во фритюр и извлечения их оттуда, пользователь не соприкасается с горячей посудой и нагретым маслом.
Удобство в пользовании и обслуживанииВо время приготовления нет брызг горячего масла, не распространяются запахи (если фритюрница оснащена соответствующим фильтром), при наличии съёмной чаши для масла эта чаша легко моется вручную или в посудомоечной машине.
ЭкономичностьПри наличии термостата масло не перегревается, благодаря чему его можно использовать многократно без риска для здоровья.